# ویرجینیا گرگ
ویرجینیا گرِگ (انگلیسی: Virginia Gregg; ۶ مارس ۱۹۱۶ – ۱۵ سپتامبر ۱۹۸۶) یک هنرپیشه اهل ایالات متحده آمریکا بود. وی بین سال‌های ۱۹۴۶ تا ۱۹۸۶ میلادی فعالیت می‌کرد. از فیلم‌های وی می‌توان به مردی با سگ شکاری و عملیات زیرپیراهنی زنانه اشاره کرد.